# Manuel Blanco Romasanta
Manuel Blanco Romasanta (Aldea de Regueiro, 18 novembre 1809 – Ceuta, 14 dicembre 1863) è stato un criminale spagnolo, colpevole di diversi crimini perpetrati in Spagna nella prima metà del XIX secolo. Psicopatico riconosciuto, Romasanta è l'unico esempio noto di licantropia, intesa come malattia mentale e non come maledizione, documentato in Spagna.

## Filmografia
La figura di Romasanta ha ispirato due pellicole cinematografiche spagnole:
- El bosque del lobo (1971), di Pedro Olea, adattamento cinematografico del romanzo El bosque de Ancines di Carlos Martínez-Barbeito, ispirato dalla figura di Romasanta;
- I delitti della luna piena (tit. orig. Romasanta. La caza de la bestia, 2004) di Paco Plaza, film biografico sulla figura ed i crimini di Romasanta.